# Wybory prezydenckie w Kiribati w 2016 roku
Wybory prezydenckie w Kiribati w 2016 roku – odbyły się 9 marca 2016 w Kiribati. Zwycięstwo odniósł Taneti Mamau z partii Tobwaan Kiribati Party. Był jedynym kandydatem partii opozycyjnej. Pozostałymi kandydatami byli Tianeti Ioane z partii Pillars of Truth i Rimeta Beniamina z United Coalition Party również nominowany przez Pillars of Truth.
Dotychczasowy prezydent Anote Tong nie mógł ubiegać się o reelekcję z powodu osiągnięcia limitu kandencji.

## Wyniki
| Kandydat         | Partia                 | Głosy  | %     |
| ---------------- | ---------------------- | ------ | ----- |
| Taneti Mamau     | Tobwaan Kiribati Party | 19 833 | 59,96 |
| Rimeta Beniamina | Pillars of Truth       | 12 764 | 38,59 |
| Tianeti Ioane    | Pillars of Truth       | 482    | 1,46  |
| Razem            | Razem                  | 33,247 | 100   |